# أمانة الأحساء
أمانة محافظة الأحساء؛ نشأت بمسمى (بلدية الأحساء) وكانت محدودة المهام ثم تطورت إلى أن تم ترقيتها في عام 2009 لتصبح أمانة ، وهي أحد الإدارات الحكومية المسؤولة عن تطوير مدينة الأحساء وضواحيها في كافة مرافقها من التخطيط العمراني وتوفير الطرق والإنارة والتجهيزات الأساسية وتحسين وتجميل المدينة بالإضافة إلى إدارة الخدمات اللازمة للحفاظ على نظافة وصحة البيئة، يتولى منصب أمين الأحساء المهندس عصام الملا.

## رؤية الأمانة
تسعى الأمانة في تطوير الأحساء لتصبح منطقة متميزة في عمرانها ومرافقها وخدماتها بما يناسب مكانتها الحضارية العريقة وثقلها الاقتصادي الاستراتيجي وامكانياتها السياحية المتنوعة.

## رسالة الأمانة
تخطيط وتوجيه التنمية العمرانية للمدن والقرى والهجر في الحاضر والمستقبل، وتقديم خدمات الأمانة الراقية والمتميزة التي تحقق صحة البيئة وسلامة وراحة الساكنين ورفاهيتهم.

## مشاريع الأمانة
مشاريع تم تنفيذها:
البنية التحتية
- مشروع إنشاء نفق تقاطع طريق الظهران مع طريق مكة.
- إنشاء جسر بتقاطع طريق الملك سعود مع طريق الديوان.
- إنشاء جسر بتقاطع طريق الملك فهد مع طريق الديوان.
- إنشاء جسر بتقاطع طريق الملك عبد العزيز مع طريق الملك فهد.
- إنشاء جسر بتقاطع طريق الملك فهد وشارع النجاح.
- إنشاء جسر بتقاطع طريق الملك عبد الله مع طريق الأمير محمد بن فهد.
- مشروع مردم النفايات البيئي الهندسي بالأحساء.
- مشروع سوق الحرفيين بالاحساء

المشاريع الخدمية
- تطوير سوق القيصرية.
- إعادة بناء دروزاة الحداديد.
- تطوير سوق الحميدية التاريخي.
- إعادة بناء سور الكوت.
- إنشاء منتزه الملك عبدالله البيئي.
- إنشاء مدينة الملك عبدالله للتمور.
- إنشاء مركز الملك عبدالله الحضاري.
- إنشاء مبنى بلدية العقير.

مشاريع قيد التنفيذ:
البنية التحتية
- مشروع إنشاء جسر بتقاطع طريق الملك فهد مع طريق الأمير سعود بن جلوي (طريق عين نجم سابقاً).
- مشروع إنشاء جسر بتقاطع طريق الملك عبد الله مع طريق صلاح الدين (طريق أبومئة سابقاً) بتكاليف بلغت 56 مليون ريال.[2]
- مشروع إنشاء جسر بتقاطع طريق الملك عبد الله مع طريق مكة المكرمة بكلفة تُقدر بحوالي 50 مليون ريال.[3]
- إنشاء جسر مشاة في السوق العام (سوق السويق) بالهفوف.
- مشروع إنشاء نفق على تقاطع طريق الملك عبد الله (الدائري الداخلي) مع طريق الظهران.
- سفلتة مخطط يبرين، وإعادة تأهيل الشوارع والميادين والإنارة فيه.
- سفلتة المخططات والطرق والبلدات والهجر (المرحلة السادسة).
- تطوير الأحياء مكتملة الخدمات بمدينة المبرز والبلدات والهجر التابعة لها.
- توريد وتركيب لوحات ارشادية ووسائل سلامة إلكترونية في المدن والبلدات والهجر.
- صيانة الأعمال الاسفلتية لمدينتي الهفوف والمبرز.
- تخطيط مخطط البلدية جنوب الهفوف (مرحلة أولى).
- تخطيط ضاحية الأمير سلطان.
- تخطيط أرض البلدية شرق مخطط الدخل.
- استكمال تنفيذ أعمال السلامة المرورية لمدينتي الهفوف والمبرز (المرحلة الثانية).
- تحسين وتجميل مداخل وميادين مدينة العمران والبلدات والهجر التابعة لها (المرحلة الثانية).
- تحسين وتجميل مداخل وميادين مدينة العيون والبلدات والهجر التابعة لها (مرحلة أولى).

المشاريع الخدمية
- تطوير منتزه جبل الشعبة السياحي.
- مشروع إنشاء المسرح الروماني بشاطئ العقير.
- تطوير وتسوية شاطئ العقير إضافةً لأعمال ردم صخور.
- مشروع محطة سيارات الأجرة.
- إعادة تأهيل سوق الصاغة التاريخي بوسط الهفوف.
- تطوير السوق الشعبي بالقارة.
- إنشاء مبنى التوسعة في مقر الأمانة (المرحلة الثانية).
- إنشاء مبنى بلدية محاسن (المرحلة الثانية).
- إنشاء مغتسلات موتى بالحوائط مسبقة الصنع (المرحلة الثانية).

## وصلات خارجية
- البوابة الالكترونية لأمانة الأحساء
- دليل هواتف الأحساء الشامل
- سوق الحرفيين